# سید تقی خاموشی
سید تقی سیدخاموشی معروف به سید تقی خاموشی (۱۳۱۶–۱۳۸۵) از فعالان سیاسی و بنیانگذاران حزب موتلفه اسلامی نماینده اولین دوره مجلس شورای اسلامی بود که در انتخابات میان‌دوره‌ای سال ۱۳۶۱ به مجلس راه یافت.

## فعالیت‌ها
خاموشی در سال ۱۳۴ با کمک محمدتقی فلسفی، عطایی و برخی دیگر از افراد نخستین پایه‌های ایجاد بانک قرض الحسنه را در مسجد لرزاده با ایجاد «صندوق ذخیره جاوید» بنا کرد. این الگو باعث ایجاد سایر صندوق‌های وابسته به مساجد شد.